# ギル・スコット・ヘロン
ギルバート・スコット・ヘロン（英語: Gilbert Scott-Heron、1949年4月1日 - 2011年5月27日）は、アメリカのソウルミュージック、ジャズ詩人、音楽家、著者。主として1970年代と80年代に左派のスポークン・ワードの演者として知られている。

## 概要
彼はブライアン・ジャクソンのジャズ、ブルース、ソウルに共演をする努力を惜しまず、同様に、70-80年代のみならず、その時代の社会、政治問題を詩と関係づけた内容をラップと、そして歌詞の1音節に対して、いくつかの音符を当てはめるような曲付けの仕方と、ヴォーカルスタイルを披露する音楽家であった。彼自身を特徴づけるスタイルを ”ブルーソロジスト” や、”ブルース、それについての起源に関係づけた科学者”と定義している。 彼の音楽、とりわけ”Pieces of a Man”と”Winter in America”の1970年代の早期には、後期ブラックミュージック音楽ジャンルとして成立するヒップホップに影響を与えることになる。 スコット・ヘロンはヒップホップ・ミュージックのラッパーのルーツになった人物だと考えられている。彼のレコーディングは多くの批評家の称賛を得ており、特に彼の最も素晴らしい作曲とされる、 ”The Revolution Will Not Be Televised”は、オールミュージックのジョン・ブッシュから、”ラップミュージックの最も重要な祖である”と呼ばれる。 ”スコット・ヘロンの攻撃的で、センス溢れるストリートの詩から影響を受けた、知性派ラッパー軍団は彼の人を惹きつけるソングライティング技術を後の彼らの場所となったリズム・アンド・ブルースチャートの中で広く見ることが出来る” と述べらている。 スコット・ヘロンは2010年にリリースされた、16歳に作った最初のアルバムを発表して死んだという事が残されており、”I'm New Here(私は新しいこの場所）”と題された。 ”The Last Holiday”は、2012年1月、 スコット・ヘロンの死後に発売されることとなるが、同年のグラミー・ライフタイム・アチーブメント・アワードを受賞。 彼は2016年9月24日に公式に公開されたナショナル・ミュージアム・オブ・アフリカン・アメリカン・ヒストリー・アンド・カルチャー（National Museum of African American History and Culture:NMAAHC） や、ナショナル・モール、NMAAHCで出版された”Dream a World Anew"に展示された。

## 来歴
ギル・スコット・ヘロンはイリノイ州、シカゴで産まれた。彼の母、ボビー・スコットはオペラ歌手であり、ニューヨーク・オラトリオ・ソサイエティーで公演活動をしていた。彼の父、 ギル・ヘロン（ニックネームは”黒い矢”）は1950年代のジャマイカのサッカー選手であり、黒人としてはグラスゴーのセルティックFC初の選手であった。両親は彼の子供時代に早々に離婚していたため、 彼はテネシー州ジャクソン に住んでいた祖母のリリー・スコットと共に生活を送った。彼が12歳の時に祖母は亡くなっている。ニューヨーク市ブロンクス区に当時住んでいた母の元に返されると、彼はデウィット・クリントン高校に入学し、後にフィールドストーン高校に編入、英文科の校長に話して、執筆により学校の奨学金を稼いだ。名門校では珍しい黒人生徒の5人の内1人であったため、彼は疎外感と社会経済的ギャップに直面した。彼のインタビューでは、 管理者から「あなたが地下鉄を降りて、丘を歩いている間に、同級生の一人がリムジンに乗って登校している様子を見てどう思うか」と尋ねられると「君たちはリムジンが無いと余裕が生まれないのだ」と答えたという。 この手の大胆さが、後期の彼のレコーディングの特徴となっている。 その後、彼はペンシルバニア州にあるリンカーン大学へ入学する事を決める。同級生には彼の文学に影響を与えることとなるラングストン・ヒューズや、長年のパートナーとなるブライアン・ジャクソンがおり、ブライアンとはバンド”ブラック＆ブルース”を組んでいる。この約2年後、彼は『ハゲワシとニガー工場』（The Vulture and Nigger Factory)を執筆した。彼はブラック・アート・ムーブメントにとても重い影響を受け、1969年のリンカーン大学のラスト・ポエツはこれに関連したグループである。 ニューヨーク黒人地区であるハーレムのグループでラスト・ポエツの一人アビオダン・オイェオレに彼は公演の後に訪ねて行き、「聞いて欲しい。私はあなた達のグループのようにスタートできるか？」と尋ね、 その後彼はニューヨーク市に戻った。1970年に彼がワールド・パブリッシュ・カンパニーから出版した「ハゲタカ」（The Vulture)は好意的な評価をされた。 彼は大学を卒業できず、その後も大学には通わなかったが、ジョンズ・ホプキンズ大学の文科セミナーで認可されたため1972年に修士を授かっている。 彼の卒業論文は「石の円」だった。 彼は同年からワシントンD.C.にあるコロンビア地区大学で音楽を創るのと並行して、文学と創作詩を教え始めた。
スコット・ヘロンは1970年にLP”スモール・トーク・アット・125TH・アンド・レノックス”で録音活動を始める。フライング・ダッチマン・レコードのボブ・シールがプロデュースをしたアルバムで、 スコット・ヘロンはエディー・ナレスとコンガのチャーリー・サンダースと同行し、デビット・バーネスがヴォーカルとパーカッションを担当した。14曲のアルバムのテーマは”テレビの浅はかさと大衆の消費主義”で、 いくつかの偽善が黒人革命を成し遂げ、白人の中間階級によって都市部の住人が、その無知による困難に直面した。ライナーノートの中には、スコット・ヘロンが影響を受けたリッチー・ヘブンス、 ジョン・コルトレーン、オーティス・レディング、ホセ・フェリシアーノ、ビリー・ホリデイ、ラングストン・ヒューズ、マルコム・X、ヒューイ・P・ニュートン、ニーナ・シモン、 そして長年のパートナーであるブライアン・ジャクソンを認める記載がある。 1971年のスコット・ヘロンのアルバム”Piece of a Man"は、自由というよりは慣習性の高い構成になっており、スポークン・ワードも最初のアルバムとほぼ同じ作りとなっている。 彼はジャクソン、ジョニー・ペイトを指揮者として、ベースとベース・ギターをロン・カーター、ドラマーにはバーナード・パーディー、 エレクトリックギターにはバート・ジョーンズ、フルートとサックスにはヒューバート・ロウズ、ティーレを再度プロデュースしている。 スコット・ヘロンの3枚目のアルバム”Free Will”は1972年であり、ジャクソン、パーディー、ロウ、ノウル、サンダースを中核にして、ジェリー・ジェモットがベース、デヴィッド・スピノザにギター、ホラス・オット（アレンジャー等） を迎えての作品となる。ロン・カーターはスコット・ヘロンの声について、”彼は偉大な歌手ではない、しかし、彼がささやく声だとしたら、それは躍動的で。彼の声はまるでシェイクス・ピアのようなダイナミズムがある”
1974年にブライアン・ジャクソンとは別のアルバムでもコラボレートした。”Winter in America”は、ドラムをボブ・アダムス、ベースにダニー・ボーウェンを迎えた批評的で評価の高いアルバムである。 このアルバムは、スコット・ヘロンが最も探求してきた素材や特徴が多く、ジャクソンの前のアルバムよりも創作的なものとなっている。このアルバムは、2人のミュージシャンがとても努力した 芸術的なアルバムとして、多くの批評家からみなされた。1974年に沿って、スコット・ヘロンとジャクソンの2人のバンド”Midnight Band：The First Minute of a New Day”がリリースされた。1975年、シングルの”ジョナスバーグ”では南アフリカの人種隔離政策 に涙した為作ったものである。この歌は1983年に”B映画””Waiting for the Axe to Fall"と共に、再度問題として世間に取り上げられた。 ライブアルバム”It's your World”は1976年にスポークン・ポエトリーで録音され、”The Mind of Gil Scott-Heron”は1978年に発表された。 ”Angel Dust”はヒットを記録し、このシングルにはマルコム・セシルをプロデューサーに迎えての録音となる。1978年のR&Bチャートでは15位を記録している。 1979年、スコット・ヘロンはマディソン・スクエア・ガーデンで核兵器廃絶のコンサートで演奏している。コンサートはスリーマイル島原子力発電所事故に端を発して、核エネルギーの使用を防ぐ為、ミュージシャンによる安全エネルギーという組織 によって開催されたものである。スコット・ヘロンの歌は”We Almost Lost Detorit”で核廃絶アルバムではコンサートのハイライトになった。スコット・ヘロンの歌は、ジョン・G・フラーの本のタイトルになり、以前起こった核エネルギー施設の事件 をほのめかした。スコット・ヘロンはしばしばロナルド・レーガン大統領と保守的な警察の批評をしていた。 スコット・ヘロンは1980年代に録音とリリースをしており、”Real Eyes(1980)”、”Reflections(1981)””Moving Target(1982)””1982年2月にはロン・ハロウェイのアンサンブルにテナー・サックスで参加している。 ロン・ハロウェイはスコット・ヘロンをツアーに迎えており、”Moving Target(1982)”にも貢献している。彼のテナー・サックスの伴奏は、”Fast Lane”や”Black History/The World”でも目立つものである。 ハロウェイは1989年の夏までスコット・ヘロンと共に音楽活動をしており、ディジー・ガレスピーを離れた何年後かに、スコット・ヘロンはロン・ハロウェイのCD”Scorcher(1996)”と”Groove Update”の2つに参加している。 アルバムは両方ともファンタシー/マイルストーンレーベルから発売されている。 スコット・ヘロンは1985年にアリスタ・レコードから即興録音をしており、そしてツアーを続けている。同じ年、”Sun City”というアパルトヘイトに対するアーティスト連合のアルバムで”Let Me See Your I,D”という曲で歌い、 構成も行っている。その中で有名な”初めて、中東で事件があったのを聞いた時、私はピッツバーグについて話をしようと考えていた”や、この歌は南アフリカのアパルトヘイト時代と共に、アメリカの人種間の緊迫関係と、意味している ことは遠い問題では無いことを語っている。1993年、スコット・ヘロンはTVT　Recordと契約し”Sprits”をリリース。このアルバムは”Message to the Messengers”という影響力の強い曲を含んでおり、 アルバムの最初の曲は、現代のラップアーティストを酷評した曲でもある。スコット・ヘロンは”ラップのゴットファーザー”として知られており、 一つのジャンルを広範囲に広めた「父」の一人として批評されている。 政治的意識を与える彼の創設した嘘は、彼を政治的ラップの初めの創設者と呼ばせた。”Message to the Messengers”は、より表現的に芸術的に新しいラップの世代を代弁し永続する現在の社会的状況を変化させる。 その点においては、1990年代のヒップ・ホップと呼ばれている。彼はインタビューで
彼らは音楽を学ぶ必要がある。私は詩人としてキャリアを始める前にいくつかのバンドで演奏していた事がある。言葉を置くことで音楽を超える、そして同じ言葉を混ぜ合わせて音楽にするという大きな違いがある。
多くのユーモアは無く、彼らは多くの俗語と口語体を使うが、個人の中を本当に覗くことはできない。言い換えると、あなたは多くの思わせぶりな言動だけを手にする。—Gil Scott-Heron

## 後期

### 囚人期間と公演

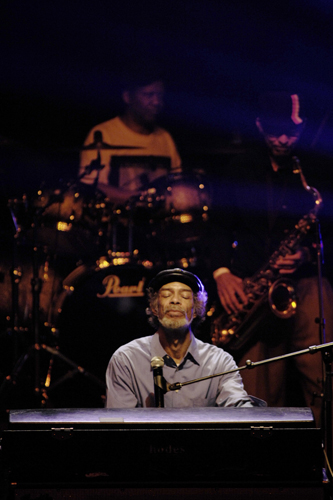
2009年、サンフランシスコのレガシー・ボールルームでの公演

2001年、スコット・ヘロンは1-3年間、コカインの所持によってニューヨーク州で投獄された期間があり、2002年に一旦刑期を免れ、ブラッカリシャス のアルバム”Blazing Arrow”で彼は登場している。 2003年に仮釈放され、その年のBBCテレビでは「ギル・スコット・ヘロン：革命はテレビでは放送されなかった」が放送され、2003年10月のBBCドキュメントの間でもスコット・ヘロンはクラック（精製結晶のコカイン）パイプ を所持していたとして、6ヵ月の投獄を受けた。 2006年7月5日、スコット・ヘロンは期間としては2-4年、再びニューヨーク州の牢屋へ投獄される。今回は薬物のリハビリテーション施設を抜けた後、薬物所持を理由に暴力的な行動をとったというものだった。 スコット・ヘロンはリハビリ施設がコカインの治療と同時にHIV療法を自分に施している事を理由に施設を離れたと言っている。アーティストはHIV陽性だったという仮説をこの話は物語る、その後のスコット・ヘロンの2008年のインタビューで確認している。 2007年5月23日にスコット・ヘロンは一旦仮釈放、の後に2009年7月13日まで刑務所での生活を送った。 作品の発表後、スコット・ヘロンはライブパフォーマンスをし始める。当初のパフォーマンスは2007年9月13日のニューヨークのナイトクラブとSOB'Sレストランのショーが始まりだった。 ステージ上で、スコット・ヘロンは自分の新しいアルバムの事と、新しい本のタイトル”The Last Holiday”について話をしている。以前の長い投獄時間、スティーヴィー・ワンダーがアメリカ合衆国が休日として 認めた、マーティン・ルーサー・キング・ジュニアの誕生日を進めたことが成功されたという話を考えていた。 ラスト・ポエツのジャライ・マンスー・ヌリディンが帯を書いた、スコット・ヘロンの詩集”Ordinary Guy”に貢献した一人の詩人マリク・アイ・ナシアー、マリクの2006年の本”Black&Blue”の詩の一つをスコット・ヘロンは録音している。 2009年4月、BBCラジオ4チャンネル、詩人レム・シッサイーはギル・スコット・ヘロンの”Pieces of a Man”の30分のドキュメンタリーを放送、 スコット・ヘロンにニューヨークでインタビューをしており、”Pieces of a Man”はイギリスに流通する初のアルバムで、いつものスコット・ヘロンの形に戻した作品だと答えている。2009年11月、BBCの夜のニュースで”伝説的ラップのゴッドファーザー帰還”というタイトルでインタビューされている。 2009年、スコット・ヘロンの新しいウェブサイト（gilscottheron.net)が立ち上がり、新しい曲”Where Did the Night Go”が発表され、このサイトで無料でダウンロードすることができる。 2010年、スコット・ヘロンはイスラエルのテルアビブで公演をする契約をしているが、パレスチナの活動家からは「あなたのイスラエルでのパフォーマンスは南アフリカのアパルトヘイト時代の”サンシティ”の公演と同じ意味だ。 止めてくれ。私達はあなたにイスラエルのアパルトヘイトを歌って欲しくない」これを受けてスコット・ヘロンはイスラエルでのパフォーマンスを中止した。

### アイム・ニュー・ヒアー

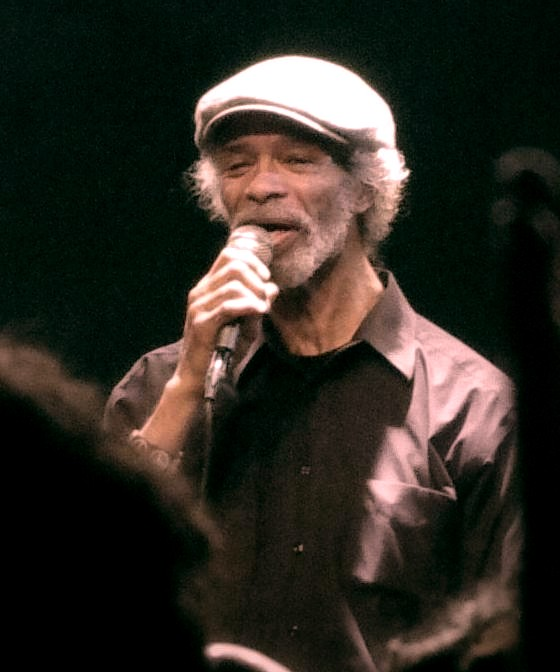
2010年、スウェーデン、ストックホルムのナイトクラブ、ゴタ・カラーレでの公演

2010年2月9日、レーベルオーナーのリチャード・ラッセル独自レーベルであるXLレコーディングスから”I'm New Here”を発売、”I'm New Here”はスコット・ヘロン16歳の時の最初の作品。 2007年に録音を始めたもので、ニューヨークにあるクリントンスタジオでローソン・ホワイトをエンジニアに迎え、レコーディングの大半は1年超で録音されたものである。 ”I'm New Here”は15曲全28分だが、レコーディングセッションは間奏を含めて、スコット・ヘロンに対する多くの観察と何気ない側面を録音したものである。 このアルバムは多くの称賛という批評を得ており、ガーディアン誌のジュード・ロジャーは”次の10年の中でもベスト！” と評しており、曲のいくつかは”うやうやしい””深い”と呼ばれており、 スコット・ヘロンは半分は歌って、半分は詩の朗読というスタイルになっている。NPRネットラジオのレビューの中には”あの時代はよかったという歌手のカムバックレコードには、いつもハラハラさせられる。 特に私にとってのヒーローだった人は。だが、私はこのレコードを探していたようなものだ。彼の曲は希望の存在しない録音が無かった。だが、心地よい答えもイージーな感じはない。この男は真実を語るという事に未だに傾倒している。” ミュージックOMHのウェブサイトには、ダレン・リーのこのアルバムをミックスしたものが提供されており、称賛の価値があり、魅力的なものとして描かれている。ダレン・リーはこのアルバムの短さを ”存在する中でも疑う余地のない傑作”と評している。 ザ・ニューヨーカー誌のインタビューでスコット・ヘロン自身が答えており、
”これはリチャードのCD、スタジオに入った時、リチャードは私の知識のみを長い間求めていたように思える。あなたはどこかに自分の位置を見つけようとするでしょ。彼らは本当に自分の位置を見つけたがっている。 だがそれは私を傷つけ、痛みつける。全ては夢。あなたは自分自身では夢を見られないんだよ。”
このアルバムのリミックス”We're New Here”は2011年にリリースされ、製作はジェイミーXXが担当した。リミックスはオリジナルと同じような批評をもらうことになる。 2014年、XLレコーディングはスコット・ヘロン3枚目のアルバムを発売予定、タイトルは”Nothing New”、 このアルバムは剥き出しのピアノとヴォーカルで構成されており、2014年4月19日のレコードデイと同時に発売された。

## 死去
スコット・ヘロンは2011年5月27日の午後、ニューヨーク市のセント・ルーク病院で死去した。病気になったのちヨーロッパ旅行から帰ってきた折であった。 スコット・ヘロン、彼の健康についての考え方は以前から分かっていたことがあり、2008年のニューヨーク・マガジンのインタビューで露呈されており、何年か前からHIV陽性と以前からかかっていた肺炎で病院に通っていた。 死の前、スコット・ヘロンはポルトガルの映像監督ペドロ・コスタにスコット・ヘロンの映像作品”Horse Money”に脚本、構成、俳優で参加してもらっている。 スコット・ヘロンはニューヨークのウエストチェスターにあるケンシコ墓地に埋葬された。 スコット・ヘロンの死後、マリク・アイ・ナシアーはガーディアン誌のサイモン・ハッテンストーンにスコット・ヘロン1984年のリバプールでのギグの舞台裏で出会って以来、大人な関係をしていたと語った。 BBCワールドサービスは、マシュー・バー二スターと一緒に将来計画を語り、スコット・ヘロンの物語を世界中へ向けて発信した。これはその後にBBCラジオ4チャンネルのサタデー・ライブや、ジャズミュージシャンのアル・ジャロウ のギルへの賛辞として動いていたり、英ローリング・ストーン誌やハフポストの編集にも言及した。マリク＆ザ・OG'Sは2013年のリバプール・インターナショナル・ミュージック・フェスティバルでスコット・ヘロンのバンド、 アムニジア・エクスプレスのメンバーからロッド・ヤングやジャズ・ウォーリアーのオーフィー・ロビンソンがジャズの構成を務め、尊敬のしるしとしてプレイした。 他には、マリク・アイ・ナシアーとリチャード・マックギニスが旗を振り、”革命はライブで行われる”という名で、2015年8月27日にリバプールのセント・ジョージホールで公演があった。 このイベントではタリブ・クウェリや、アスワド、ザ・クリスチャンズ、マリク＆THE　OG'S、ソフィア・ベン・ユーセフとクレヴェランド・ワットキス、DJのクレイグ・チャーリーが共に演奏、この集いは 2015年リバプール国際音楽祭のオープニングイベントであった。 スコット・ヘロンの死についての反応は、英出版社のジャミー・バイングは”スコット・ヘロンは今までで、一番勇気づけさせられた人物だ” 彼の死を聞いて、R&B歌手のアッシャーは”重要な詩人が失われた事を学んだ、R.I.P（Rest In Peace)ギル・スコット・ヘロン。革命はライブになる” 最後のアルバムのプロデューサーのリチャード・ラッセルは”私にとって父親と同じ人だった” ラッパーであるエミネムは”全てのヒップホップに影響を与えた人物だ” ルーペ・フィアスコのウェブサイトではスコット・ヘロンについての詩が掲載された。 2011年6月2日、ニューヨーク市のリバーサイド教会ではスコット・ヘロンの思い出として、カニエ・ウエストが”Lost in the World” と”Who Will Survive in America” の2曲をカニエのアルバム”My Beautifull Dark Twisted Fantasy” から公演をした。カニエのスタジオアルバムの”Who Will Survive in America”ではスコット・ヘロンのスポークン・ワードが引用された曲も作られた。 スコット・ヘロンは2012年にナショナル・アカデミー・オブ・レコーディング・アーツ・アンド・サイエンスとしてグラミー・ライフタイム・アチーブメント・アワードを授かっている。 2012年1月に出版された”The Last Holiday” はスコット・ヘロンの伝記である。ロサンゼルス・タイムの批評や英国の教授、ジャーナリストであるリネール・ジョージは
”The Last Holiday”は彼の生涯、それは文脈についてであり、20世紀アメリカの最新の劇場、ジム・クローからレーガンの80年代へ、そしてベアレ・ストリートから57番ストリートへ。語りの部分は無いが、
スコット・ヘロンの昇っては落ちる人生と経歴を形を変えては語られる、全ての点は繋がってはいない。動きは不規則で、速度は彼らしく、この試みは挿話の質、口の中のような語り口、風が吹きまわり、

それ自身繰り返すという事が明らかになっている。

### スコット・ヘロンの財産
スコット・ヘロンの死、その当時は、スコット・ヘロンの意志は彼の築き上げた未来の問題へと繋がる財産問題が掘り下げられることは無かった。加えて、2013年8月ニューヨークのマンハッタン、スローゲート裁判所で、 ラキーヤ・ケリー・ヘロンは紙を整理していた。ルーマル・ラックレイはスコット・ヘロンの息子ではなかった、それによって音楽家の財産に関係するやっかいな問題からはのけ者にされてきた。 デイリー・ニュースのウェブサイトによると、 ラックレイ、ケリー・ヘロンと、他の2人の娘はスコット・ヘロンの財産管理問題の解決策を探しており、ラックレイは裁判の紙には、スコット・ヘロンが準備していた自分の財産の管理という結末が記載されていた。 スコット・ヘロンの1994年のアルバム”Spirits”には”私の息子、ルーマルと娘のニアとギア”に捧げるとあり、裁判文書はスコット・ヘロンの息子（ラックレイ）をステージに上げたと加えられている。 2011年、ラックレイはギア・ヘロンと彼女の母親に対して控訴、スコット・ヘロンの一番初めの妻”ブレンダ・スカイ”に不公平にもUS25万ドルのスコット・ヘロンのお金を分けたとラックレイは信じていた。 この事件は、2013年の早い段階とスコット・ヘロンの遺産総額は未公開とされており、スコット・ヘロンの死後数か月、ラックレイとスコット・ヘロンの娘2人の間では緊迫した関係が続いていた。 スローゲート裁判所でのケリー・ヘロンの開陳では、2011年のラックレイのDNA検査の結果（スコット・ヘロンの兄弟の血液を使用）は、”男性血統に共通性は見られない”という事が明らかになる。 ラックレイはこの時、別のDNA検査を拒否している。2013年8月後半のケリー・ヘロンの聞き込み調査を実行、しかし、2016年5月公にはされていないが更なる情報があった。 ラックレイはスコット・ヘロンの財産に関する裁判で、2016年9月開館された新スミソニアン・ナショナル・ミュージアムのアフリカン・アメリカン・アンド・カルチャーに展示と閲覧による資料を元に、 スローゲート裁判所は、ルーマル・ラックレイと妹はスコット・ヘロンの合法的な相続人という判決を下す。 デイリー・ニュースのウェブサイトによれば、ケリー・ヘロンと他2人の妹は、スコット・ヘロンの財産管理問題の解決策を探しだしたという記事がある。

## 影響と伝説
スコット・ヘロンの仕事はインディー・ロックとラッパー、ライター、学術、音楽家に影響を与えた。特に彼の1970年代の仕事はヒップホップとネオソウルのアフリカン・アメリカン音楽のジャンルに影響を 与え、その助力となった。彼を評価するライターからは”ラップのゴッドファーザー”や”黒いボブ・デュラン”と評された。 シカゴ・トリビューンのライター、グレッグ・コットは、スコット・ヘロンとジャクソンの共同の仕事についてコメント
”彼らの技巧的にジャズに影響されたソウルやファンクは70年代のマーヴィン・ゲイやスティーヴィー・ワンダーの政治的、新しく深い意識を植え付けた。”Winter in America”や”From South Africa to South Carolina”のクラッシック・アルバムにおいて、 スコット・ヘロンはその日のニュースや、社会的論評、激しい風刺、最初のラップ代表曲を導く役割をした。彼は都市の中の最前線を旅することで、更新された都市情報を送り出し、改定された歌詞は即興的な大胆さは、ジャズーソウル音楽の渦に噛み合った。”
スコット・ヘロンのヒップホップへの影響をコットは、”予兆されたヒップホップと染み込ませたソウルとジャズ、詩と共に。ユーモアと要点を付いた政治的論評” ニューヨーク・タイムズのベン・シサリオは、 ”スコット・ヘロンが好んで使っていた”ブルーソロジスト（青い単演者）”は伝統的なブルース、ジャズ、ハーレム地区在住の詩人”と評している。スター・レジャーのトリス・マッコールは、”ギル・スコット・ヘロンの早期の録音物は、 ジャズ詩の会話と共に成り立ち、スコット・ヘロンを中心としたこの運動は韻文 の朗読をするライブにこそ自然発生をしたという事が読み取れる”と評している。音楽のライター達は後に、”スコット・ヘロンの面白さは、あのラップスタイルの元祖が、 ヒップホップ世代のアーティストに影響を与えた”と評している。 ワシントン・ポストでは、”スコット・ヘロンの仕事は意識的なラップのみならず、詩的酷評、しかしそのアシッド・ジャズ、特に彼と共に活動してきた70年代後期の 構成兼キーボード、フルート担当のブライアン・ジャクソンとの協力があってのものだ”オブサーバーのショーン・オヘーガンはブライアン・ジャクソンと共に音楽を創ってきた重要性を議論しており、
”1970年代を通じて共に活動してきたスコット・ヘロンとジャクソンは音楽創作で、社会的不穏、時代における悲観的考え方の増加、ソウルとジャズの伝統芸の併合、そして描かれる口承詩の伝統は、ブルースへの回帰とヒップホップの前衛というものへ 辿り着いた。その音楽は怒りの裏返えし、けんか腰と悔しさの間で揺れ動くスコット・ヘロンの歌詞が持つ、風刺の刃はマーヴィン・ゲイやカーティス・メイフィールドのような現代における闘争的なソウルとは分け隔てられている。”
ポップマターズのウィル・ライマンはスコット・ヘロンの早期音楽の仕事を
”1970年代の初め、ギル・スコット・ヘロンはジャズを学んだソウルの詩人として登場してきた。まさにビル・ウィザースと同じでありがなら、詩人的な技術による政治的な声。彼のスポークン・ワードは、パンチが利いており典型的ですらある。
”The Revolution Will Not Be Televised”と”Johannesburg”は行動を呼び、ストークリー・カーマイケル、彼がもしレイ・チャールズのグルーブをもっていたとしたら別だっただろう。”The Bottle”は心に強く訴えかけるストリートの物語、 リチャード・ライトはマーヴィン・ゲイのようなハスキー声で歌ったとしたら、敢えて言い換えるとしたらチャックDである。ギル・スコット・ヘロンの音楽はCNNのような隣人の黒人に対するやさしさ、何年もかけてヒップホップをあらかじめ示している。

それはラスト・ポエツの時から、しかしそれはホレス・シルヴァーやハービー・ハンコック、もしくはオーティス・レディングのファンキーなスウィングを持ち合わせる。”Piece of a Man”と”Winter in America”はこの分類においてはクラッシックである。”
スコット・ヘロンのヒップホップを超えた影響は、シングル”The Revolution Will Not Be Televised”で決定される事が分かる。感情的なものを探求している様々なラッパーアエソプ・ロックやタリブ・クウェリ、コモン等が含まれるが、 加えてスコット・ヘロンのヴォーカルスタイルは、スコット・ヘロンのラップ音楽、それ自体の拡大における貢献を示し、そしてプロデュースをしているジャックソンの構成もその範囲内である。 スコット・ヘロンの音楽は多くのヒップホップアーティストにもサンプリングされており、”We Almost Lost Detroit”はブランド・ヌビアンのメンバー,グランド・プバの”Keep On”、ブラック・スターの”Brown Skin Lady”、MFDoomの”Camphor”、 そして、スコット・ヘロンの1980年代の歌”A Legend in His Own Mind”はモス・デフの”Mr.Nigga”、 1978年録音の”Angel Dust”の歌詞からは、ラッパーのRBXの1996年の歌”Blunt Time”、 2000年のセセ・ペニストンズの歌”My Boo”は1974年の”Bottle”からサンプリングされている。 加えて、スコット・ヘロンは”Who Will Survive in America”から引用をしており、カニエ・ウエストはスコット・ヘロンとジャクソンの”Home is Where the Hatred is”と”We Almost Lost Detroit”をサンプルしており、 ”My Way Home”と”The People”の両曲ともコモン によるコラボレーションがなされている。スコット・ヘロンはカニエ・ウェストの献身を認めて2010年のアルバム”Im New Here”でカニエのシングル”Flashing Lights”をサンプリングしている。 スコット・ヘロンはラップ音楽との両面的な考え方を認め、2010年のデイリー・スワームのインタビューでは”ラップ音楽への憎しみがあったことなんて覚えていないね”と言っている。 ニューヨークタイムズのライターのシサリオが言う事にはスコット・ヘロンは”Bluesologist”というあだ名を好んでいると書いている。”Im New Here”のインタビューでは”ラップのゴッドファーザー”と自分で喋っている。 ”子供（ラッパー）を狙った何か、、私は子供、それを私は聞いている。しかし、私は子供を狙っているとは自分で喋っていない。聞いている音楽はジャズの駅である。” 2011年のスコット・ヘロンの葬儀によれば、出版社、レコード会社社長、詩人、音楽プロデューサーであるマリク・アイ・ナシアーは英ガーディアン誌のウェブサイトに、”ギル・スコット・ヘロンが私の生活を救った”と記載。 2018年の映画”First Man”ではスコット・ヘロン役を目立たない性格でソウルシンガーとして、リオン・ブリッジズが演じている。

## ディスコグラフィ

### スタジオ・アルバム
| 発売年 | タイトル                            | レーベル               |
| ------ | ----------------------------------- | ---------------------- |
| 1970   | Small Talk at 125th and Lenox       | フライング・ダッチマン |
| 1971   | Pieces of a Man                     | フライング・ダッチマン |
| 1972   | Free Will                           | フライング・ダッチマン |
| 1974   | Winter in America                   | ストラタ・イースト     |
| 1975   | The First Minute of a New Day       | アリスタ               |
| 1975   | From South Africa to South Carolina | アリスタ               |
| 1976   | It's Your World                     | アリスタ               |
| 1977   | Bridges                             | アリスタ               |
| 1978   | Secrets                             | アリスタ               |
| 1980   | 1980                                | アリスタ               |
| 1980   | Real Eyes                           | アリスタ               |
| 1981   | Reflections                         | アリスタ               |
| 1982   | Moving Target                       | アリスタ               |
| 1994   | Spirits                             | TVT                    |
| 2010   | I'm New Here                        | XL                     |
| 2011   | We're New Here                      | XL /ヤング・タークス   |
| 2014   | Nothing New                         | XL                     |

### ライブ・アルバム
| 発売年 | タイトル                                         | レーベル                                  |
| ------ | ------------------------------------------------ | ----------------------------------------- |
| 1976   | It's Your World                                  | アリスタ                                  |
| 1990   | Tales of Gil Scott-Heron and His Amnesia Express | キャッスル・ミュージックUK/ピーク・トップ |
| 1994   | Minister of Information: Live                    | ピーク・トップ                            |
| 2004   | The Best of Gil Scott-Heron Live                 | インターサウンド                          |
| 2004   | Tour De Force                                    | ファントム・サウンド＆ヴィジョン          |
| 2004   | Save the Children                                | デルタ・ミュージック                      |
| 2004   | Winter in America, Summer in Europe              | ピックウィック                            |
| 2005   | Greatest Hits Live: Collector Series             | インターサウンド                          |
| 2008   | Live at the Town & Country 1988                  | アカディア/エヴァンゲリン                 |

### コンピレーション・アルバム
| 発売年 | タイトル                                                  | レーベル                       |
| ------ | --------------------------------------------------------- | ------------------------------ |
| 1974   | The Revolution Will Not Be Televised                      | フライング・ダッチマン         |
| 1978   | The Mind of Gil Scott-Heron                               | アリスタ                       |
| 1984   | The Best of Gil Scott-Heron                               | アリスタ                       |
| 1988   | The Revolution Will Not Be Televised                      | ブルーバード                   |
| 1990   | Glory: The Gil Scott-Heron Collection                     | アリスタ                       |
| 1998   | The Gil Scott-Heron Collection: Sampler 1974–1975         | TVT                            |
| 1998   | Ghetto Style                                              | カムデン                       |
| 1999   | Evolution and Flashback: The Very Best of Gil Scott-Heron | RCA                            |
| 2005   | Anthology: Messages (Gil Scott-Heron & Brian Jackson)     | ソウル・ブラザー               |
| 2006   | The Best of Gil Scott-Heron                               | ソニー/BMG                     |
| 2009   | Storm Music (The Best of Gil Scott-Heron)                 | ファントム・サウンド＆ビジョン |
| 2012   | The Revolution Begins: The Flying Dutchman Masters        | BGP                            |

### コラボレーション・アルバム
| 発売年 | タイトル                                                                 | レーベル   | 名義             |
| ------ | ------------------------------------------------------------------------ | ---------- | ---------------- |
| 2015   | Rhythms of the Diaspora Vol 1 & 2 Ft. Gil Scott-Heron and The Last Poets | メンティス | マリク&ザ・O.G's |

### サウンドトラック
| 年   | タイトル              | Refs   |
| ---- | --------------------- | ------ |
| 2017 | Black Panther Trailer | [ 75 ] |

## 書誌
| 年   | タイトル                                   | ISBN       |
| ---- | ------------------------------------------ | ---------- |
| 1970 | The Vulture                                | 0862415284 |
| 1970 | Small Talk at 125th and Lenox              |            |
| 1972 | The Nigger Factory                         | 0862415276 |
| 1990 | So Far, So Good                            | 0883781336 |
| 2001 | Now and Then: The Poems of Gil Scott-Heron | 086241900X |
| 2012 | The Last Holiday                           | 0857863010 |

## フィルム
- ブラック・ワックス (1982). ロバート・ムッゲが監督.
- 5 Sides of a Coin (2004).ポール・ケリーが監督
- The Revolution Will Not Be Televised (2005). ドン・レッツが監督で 英国放送局が放送.
- パリコンサート (2007).
- アムネシア特急の物語、ライブ”タウン＆カントリー (1988).